# Heteroteuthis dispar
Heteroteuthis dispar är en bläckfiskart som först beskrevs av Eduard Rüppell 1844.  Heteroteuthis dispar ingår i släktet Heteroteuthis och familjen Sepiolidae. IUCN kategoriserar arten globalt som otillräckligt studerad. Inga underarter finns listade i Catalogue of Life.